# Kheẕr-e Tīreh
Kheẕr-e Tīreh (persiska: خضر تيره) är en ort i Iran.   Den ligger i provinsen Mazandaran, i den norra delen av landet, 100 km norr om huvudstaden Teheran. Kheẕr-e Tīreh ligger 50 meter över havet och antalet invånare är 832.
Terrängen runt Kheẕr-e Tīreh är varierad. Runt Kheẕr-e Tīreh är det ganska glesbefolkat, med 39 invånare per kvadratkilometer. Närmaste större samhälle är Nūr, 12,6 km öster om Kheẕr-e Tīreh. I omgivningarna runt Kheẕr-e Tīreh växer i huvudsak blandskog.